# Peñalba (Huesca)
Peñalba es un municipio español de la provincia de Huesca, comunidad autónoma de Aragón. Tiene un área 156,7 km² con una población de 757 habitantes (INE 2022) y una densidad de 4,83 habs./km².

## Geografía
Integrado en la comarca de Los Monegros, se sitúa a 99 kilómetros de la capital oscense. El término municipal está atravesado por la autopista AP-2 y la carretera nacional N-2 entre los pK 395 y 403. 
El relieve del municipio tiene abundantes desniveles y cerros, oscilando la altitud entre los 448 metros (pico Las Huegas), en el límite con Ontiñena y Candasnos, y los 200 metros en el barranco de Valcuerna, el cual cruza el territorio por el sureste hacia el embalse de Mequinenza tras represar sus aguas en el embalse de Valdecabrera.  El pueblo se alza a 253 metros sobre el nivel del mar. 
| Noroeste: Valfarta             | Norte: Villanueva de Sigena | Noreste: Ontiñena |
| Oeste: Bujaraloz (Zaragoza)    |                             | Este: Candasnos   |
| Suroeste: Bujaraloz (Zaragoza) | Sur: Caspe (Zaragoza)       | Sureste: Fraga    |

## Demografía
Peñalba cuenta con una población de 695 habitantes (INE 2024).
| Gráfica de evolución demográfica de Peñalba entre 1842 y 2021                                                       |
| |
| Población de derecho según los censos de población del INE Población de hecho según los censos de población del INE |

| Nacionalidad | Hombres | Mujeres | Total | %      | Proporción |
| ------------ | ------- | ------- | ----- | ------ | ---------- |
| Española     | 273     | 264     | 537   | 70.9 % |            |
| Extranjera   | 173     | 47      | 220   | 29.0 % |            |

## Administración y política
| Período   | Alcalde                   | Partido |  |
| --------- | ------------------------- | ------- |  |
| 1979-1983 | Andrés Lerín Frauca       | Ind.    |  |
| 1983-1987 |                           |         |  |
| 1987-1991 |                           |         |  |
| 1991-1995 |                           |         |  |
| 1995-1999 |                           |         |  |
| 1999-2003 |                           |         |  |
| 2003-2007 |                           |         |  |
| 2007-2011 | Carlos Javier Lerín Allué | PP      |  |
| 2011-2015 | Carlos Javier Lerín Allué | PP      |  |
| 2015-2019 | Carlos Javier Lerín Allué | PP      |  |

| Partido político    | Partido político                                   | 2003   | 2007   | 2011   | 2015   | 2019   |
| Partido político    | Partido político                                   | Ediles | Ediles | Ediles | Ediles | Ediles |
|                     | Partido Popular de Aragón (PP)                     | —      | 3      | 5      | 5      | 3      |
|                     | Partido Aragonés (PAR)                             | 5      | 3      | 2      | 2      | 3      |
|                     | Chunta Aragonesista (CHA)                          | 2      | 1      | 0      | 0      | 1      |
|                     | Partido de los Socialistas de Aragón (PSOE-Aragón) | 0      | 0      | 0      | 0      | 0      |
| Total de concejales | Total de concejales                                | 7      | 7      | 7      | 7      | 7      |